# Wolfgang Oettingen
Wolfgang Oettingen (ur. 16 maja 1455 - zm. 29 stycznia 1522) - książę Oettingen. Trzeci z kolei syn Wilhelma Oettingen i jego żony Beatrycze della Scala. Po śmierci ojca w 1467 roku, objął rządy w księstwie. 